# I've Been Losing You
"I've Been Losing You" é uma canção da banda norueguesa A-ha. Foi o primeiro single do álbum Scoundrel Days de 1986. Atingiu o número um em vendas na Noruega e o número oito no Reino Unido. Foi lançado em setembro de 1986. Estima-se que o single da música tenha vendido cerca de um pouco mais de 1 milhão de cópias.
É uma das músicas mais românticas e populares da banda.

## Vídeo
O videoclipe da canção foi filmado na Califórnia e mostra a banda tocando ao vivo em shows.

## Desempenho nas paradas musicais
| Parada musical (1986) | Melhor Posição |
| --------------------- | -------------- |
| VG-Lista              | 1              |
| Irish Singles Chart   | 3              |
| UK Singles Chart      | 8              |
| FIMI                  | 11             |
| Swedish Singles Chart | 11             |
| French Singles Chart  | 14             |
| Media Control Charts  | 15             |
| Swiss Singles Chart   | 16             |
| Ö3 Austria Top 40     | 20             |

## Certificações
| País   | Certificação | Data | Vendas certificadas |
| ------ | ------------ | ---- | ------------------- |
| França | Prata        | 1986 | 200 mil             |